# Ciencia del hadiz

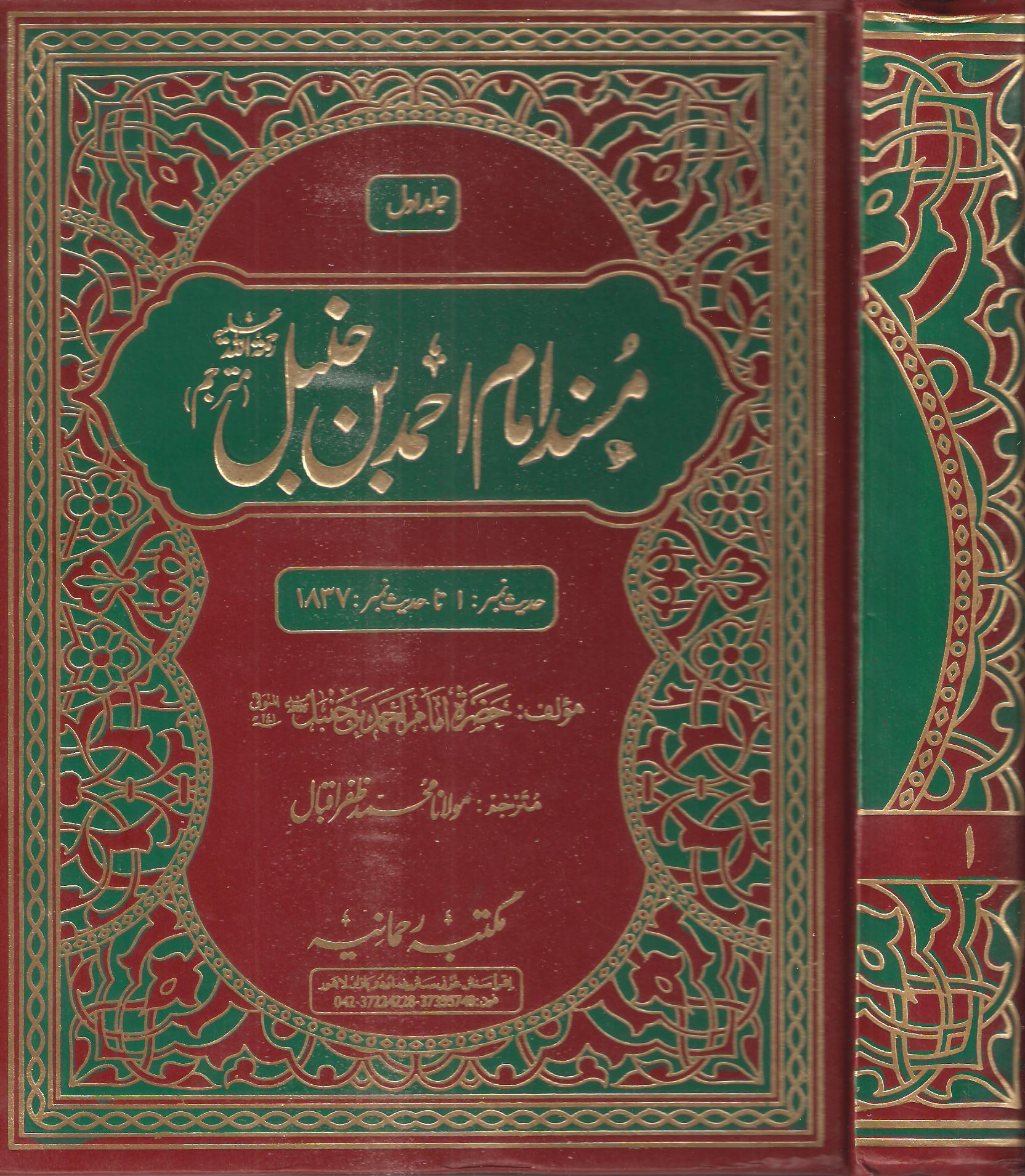
Musnad (recopilación de recopilaciones) de Ahmad ibn Hanbal

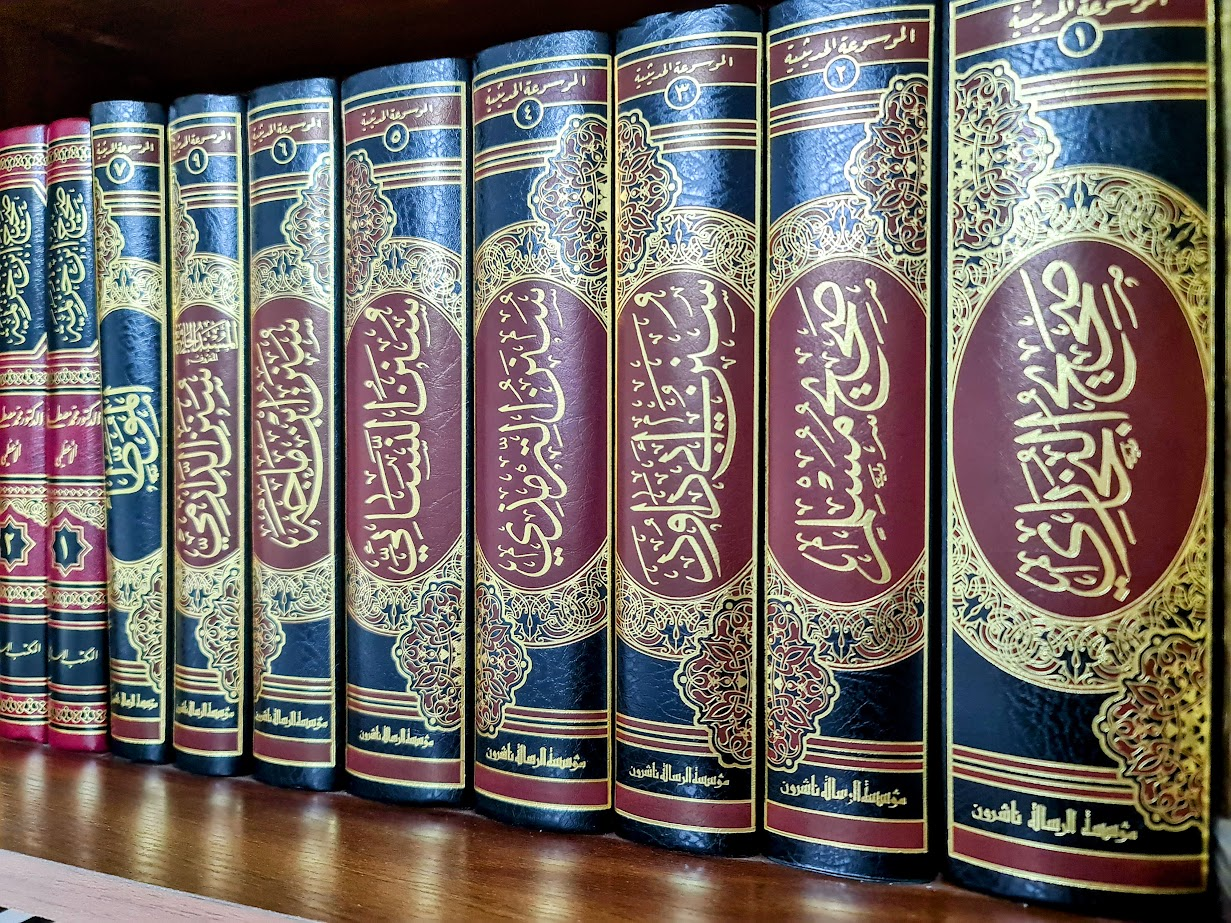
Conjunto de libros de recopilaciones entre los que se incluyen las recopilaciones Muhammad Ibn Ismail Al-Bujari y Sahih Múslim.

La ciencia del hadiz (en árabe علم الحديث , 'ilm al-Hadiz) es una rama dentro de las ciencias del Islam dedicada al estudio y análisis de los hadiz con el fin de establecer el grado de autenticidad. Este objetivo se alcanza tanto por el análisis detallado del contenido y significado del hadiz como por el estudio de la cadena de transmisión de cada hadiz. De esta manera los ulemas o estudiosos musulmanes han tratado de clasificar las recopilaciones según su grado de autenticidad. El especialista en hadit y en las cadenas de transmisión se llama muhàddith.
El muhàddith as-Suyuti describió la ciencia del hadiz como aquella que tiene como objetivo establecer la autenticidad de un hadiz tanto a partir del sanad, o cadena de transmisión del hadiz, como del Matn o contenido del hadiz. El historiador Ibn Hajar al-Asqalaní lo definió como el conocimiento de los principios por los que se determinan la condición del narrador y de la narración.

## Historia
Después de la muerte del profeta Mahoma, sus dichos fueron conservados tanto en forma escrita como memorizada.
Úmar ibn al-Jattab, el segundo califa, comenzó a reunir todas las recopilaciones en un único volumen, sin embargo, terminó por renunciar a esta empresa para concentrar sus esfuerzos en establecer el texto del Corán.
El califa omeya Úmar ibn Abd al-Aziz también empezó a recoger recopilaciones. La enseñanza y la búsqueda de recopilaciones formaba parte de su plan para renovar la fibra moral de la comunidad musulmana.
Úmar también ordenó al gran erudito de Medina, Abu-Bakr ibn Hazm, tomar nota de todas las recopilaciones del profeta Mahoma y de Úmar Ibn al-Khattab, en particular aquellas transmitidas por Aisha bint Abi Bakr. Recogió estas recopilaciones en libros que luego hizo distribuir por todo el Califato omeya. Aunque estos libros se han perdido, los comentarios que hizo Ibn an-Nadim revelan que estaban organizados como la obra Al Muwatta del imán Málik ibn Anas, la primera gran recopilación por escrito de recopilaciones. A su vez, es probable que el imán Málik siguiera el plan general de los primeros libros ordenados por el califa Úmar ibn al-Jattab.

## SanadyMatn
El sanad y el Matn son los elementos primarios de un hadit. El sanad es la información proporcionada en relación con la vía por la que el Matn o texto nos ha llegado. Como inicialmente la transmisión fue principalmente oral, el análisis de la cadena de transmisores de un hadiz fue fundamental para determinar la autenticidad de un hadiz -si dos transmisores consecutivos de un hadiz se sabe que nunca se vieron personalmente o que vivieron en momentos demasiado alejados en el tiempo, difícilmente uno podía enseñar al otro aquel hadiz, por lo tanto la cadena de transmisión no es fiable-. El término sanad es sinónimo del término isnad.
El Matn es el propio texto del hadiz por el que se establece su significado -un isnad perfecto avala la validez del contenido textual de un hadiz y, por tanto, el significado del Matn del hadiz deviene relevante.

## Verificación de un hadiz
Al desarrollarse la ciencia de clasificación de las recopilaciones, entre el tercer califa ortodoxo, Otman, y el final de la dinastía omeya, los muhàddiths establecieron ciertas categorías que permitían rechazar la tradición como falsa o aceptarla otorgándole uno de los siguientes grados:
- Admisibles (مقبول, maqbūl )
- Sagrados (قدسي, Quds ) -estos se consideran portadores de la palabra divina y no de la del profeta Mahoma-
- Auténticos (صحيح, Sahih )
- Notables (متواتر, mutawātir , «recurrente», «repetido»)
- Buenos (حسن, Hasan )
- Inadmisibles (مردود, mardūd , «rechazado», «descartado»)
- Débiles (ضعيف, ḍa'īf ) -normalmente se trata de apócrifos-

Una minoría de los musulmanes dicen que cualquier hadiz, no importa cuál haya sido la cadena de transmisión, que contradiga el Corán debe considerarse una falsificación y ejemplifican su afirmación con un hadiz narrado por Abu Bakr as-Siddiq, que declaró haber escuchado decir al Profeta: «Nosotros los Profetas no dejamos herencias, todo lo que dejamos como legado es para la caridad». Los que siguen este punto de vista afirman que este hadiz se contradice con varios versículos del Corán que afirman lo contrario: «Y Salomón fue el heredero de David» (27,16) o, sobre el profeta Zacarías, «Por tanto concédeme un heredero que herede a mí y a la casa de Jacob» (19,5-6). Desde este punto de vista, la primera prueba para verificar la autenticidad de un hadiz sería comprobar si contradice los postulados del Corán o no. Sin embargo, la mayoría de los eruditos islámicos no encuentran ninguna contradicción entre este relato y los versículos coránicos, ya que en estos versículos se menciona que a David se le concedió el conocimiento y Salomón lo heredó, así como que Zacarías heredó la profecía a su descendencia. A favor de su argumento, estos eruditos constatan que Aisha bint Abi Bakr, que justamente relató el hadiz que asimila el comportamiento del profeta Mahoma en el Corán, también relató en primera persona este mismo hadit de Abu Bakr, lo que confirmaría su autenticidad. Dos grandes estudiosos, Muhammad Ibn Ismail Al-Bujari y Ahmad bin Hanbal, recopilan esta narración y algunos de los grandes de los compañeros del Profeta la calificaron como auténtica, siendo un hadiz recopilado también en el Sahih Muslim y reconocido como múttafaq alayhi, es decir «establecido de común acuerdo [sobre su autenticidad]».
El profesor Muhammad Mustafa Al-A'zam defiende el procedimiento de verificación de los compiladores más célebres. Al A'zam cataloga cuatro maneras para verificar un hadit:
- La comparación entre los recopilaciones de diferentes alumnos de un mismo maestro.
- La comparación entre las declaraciones de un mismo maestro en diferentes momentos.
- La comparación entre el recitado oral y los documentos escritos.
- La comparación del hadiz en cuestión y el texto del Corán con el que está relacionado.

Los autores que siguen esta metodología, según Al A'zam, son dignos de confianza.
Algunos historiadores modernos han señalado que a la hora de aceptar un hadiz como auténtico, la tradición musulmana ha preferido históricamente ceñirse al isnad o sanad (la cadena de transmisores de una información) antes que al contenido mismo del hadiz, aunque este incurriera en contradicciones con el Corán o en evidentes anacronismos. Así lo expresa, por ejemplo, Alfred Guillaume: «Un hadiz no se criticaba desde el punto de vista de lo que era inherentemente razonable y observado como digno de crédito sino a partir de la consideración de que tuviera la reputación de los garantes del pozo de la tradición».